# Hovgården
Hovgården là một di chỉ khảo cổ nằm trên đảo Adelsö trong hồ Mälaren, thuộc đô thị Ekerö, Thụy Điển. Trong thời đại Viking, trung tâm của Thung lũng Mälaren thịnh vượng là khu định cư Birka được thành lập vào giữa thế kỷ thứ 8 và bị bỏ rơi vào cuối thế kỷ thứ 10, nằm trên đảo Bjorkö ngay phía nam Adelsö. Hovgården được cho là nơi mà các vị vua và thủ lĩnh cai trị khu vực này. Cùng với Birka, nó đã được UNESCO công nhận là Di sản thế giới từ năm 1993.
Hovgården nằm trên một vùng đất bằng phẳng phía tây bắc của Nhà thờ Roman Adelsö, đặc trưng bởi một thung lũng tách giãn hẹp kéo dài về phía bắc đến băng tính bao phủ bởi rừng. Những vùng đất đồng cỏ lịch sử này được canh tác vào thế kỷ 19 và hầu như không bị thay đổi kể từ đó, vì một số trang trại được bảo tồn tốt từ thế kỷ 18 đã minh chứng cho điều đó.

## Lịch sử
Di tích khảo cổ lâu đời nhất trên Adelsö được tìm thấy ở phía bắc Hovgården là những cánh đồng mộ và gò mộ chôn cất từ thời đại đồ đồng (khoảng năm 1800-500 TCN). Rõ ràng nền văn hóa này đã tồn tại vào thời đại đồ sắt (500-800) khi những ngôi mộ từ thời kỳ đầu của thời kỳ này đã được tìm thấy tại một số địa điểm trong khu vực. Tại Hovgården, khoảng 124 ngôi mộ đã được tìm thấy; lâu đời nhất từ cuối thời đại đồ sắt La Mã (1-400) và sớm đây nhất là từ thời Trung Cổ (khoảng 1050-1520) cho thấy khu vực này đã được định cư liên tục trong suốt thời kỳ này.
Ở phía bắc của nhà thờ giáo xứ là năm gò mộ lớn, trong đó ba cái được gọi là Kungshögar. Trong tiếng Thụy Điển, Kung nghĩa vua và högar, trong tiếng Bắc Âu cổ bắt nguồn từ haugr có nghĩa là gò mộ hoặc gò đất. Hovgården rõ ràng là vị trí của một khu đất hoàng gia Kungsgård ngay từ thời đại Viking (khoảng năm 800-1050). Một cuộc khai quật một trong những gò đất hoàng gia này vào năm 1917 đã tiết lộ hài cốt của một người đàn ông giàu có sống vào khoảng năm 900. Anh ta bị hỏa táng nằm trên thuyền, mặc quần áo đắt tiền nhưng không có vũ khí, chỉ kèm theo ngựa, bò và chó.